# У клинчу (3. сезона)
Трећа сезона телевизијске серије У клинчу је емитована од 8. априла до 20. маја 2024. на мрежи РТС 1. Трећа сезона се састоји од 30 епизода.

## Радња
У нових тридесет епизода поново ћемо гледати несуђеног боксера Аљошу Ковача у животном рингу између студија дизајна звука, рада на својој музичкој каријери и нових љубавних проблема.
Како Аљошина бивша девојка, Теа није успела да се врати на студије у Милано, а његова веза са Искром је у кризи, на помолу су нове перипетије у овом љубавном троуглу коме ће свој допринос дати и проблематични Аљошин колега са факултета, Поп.
И породицу Ковач чекају нова искушења – Мирин и Вељин брак доћи ће у озбиљну кризу, а њихова кћерка Милица имаће пуне руке посла - око завађених родитеља, судбине клуба Велтер али и компликованог односа са Макијем.
Трећа сезона доноси нове перипетије и у животе Аљошиних пријатеља, брата и сестре Антонијевић – док се Филип авантуристички баца на нове пословне, али и љубавне (не)прилике, Вањини животни ставови долазе на пробу у новооствареној вези са Тадијом, као и у измењеној управи кафане Нови Трст. Поред старих, добро познатих јунака као што су Симке, бака Анка, ујка Тома, Јаков и Луна у трећој сезони упознајемо нове, занимљиве ликове...

## Епизоде
| Бр. еп. (укупно) | Бр. еп. (у сезони) | Наслов         | Редитељ                                | Сценариста                                                                                      | Премијера       |
| --- | ------------------ | -------------- | -------------------------------------- | ----------------------------------------------------------------------------------------------- | --------------- |
| 61 | 1                  | „Епизода 3.1”  | Небојша Радосављевић и Љубомир Божовић | Иван Станчић, Ана Марковић, Бранислав Черњев, Милица Радојчић, Никола Ђобовић и Горан Старчевић | 8. април 2024.  |
| Нови Трст и Spoons & Taste сада раде сложно пуном паром. Филип и Јаков прихватају да ће телевизија посети њихов кетеринг. Вања је у срећној вези са Тадијом, Симке се баца на активно тренирање док се Аљоша опоравља од својих љубавних проблема. Искра се усељава у свој нови стан и креће да глуми у холивудском филму. Теодора бесни на тату Јована који је нестао након што их је оставио у дуговима. Мира и Веља су у свађи и не обраћају пажњу на Милицу која нигде не може да пронађе Макија.                         |                    |                |                                        |                                                                                                 |                 |
| 62 | 2                  | „Епизода 3.2”  | Небојша Радосављевић и Љубомир Божовић | Иван Станчић, Ана Марковић, Бранислав Черњев, Милица Радојчић, Никола Ђобовић и Горан Старчевић | 9. април 2024.  |
| Искра долази на филмски сет и упознаје прекрасног америчког редитеља који је обожава. Филип огорчен што нико не признаје да је бизнис геније, налази утеху у другарима. Јован се враћа у своје родно село где га чека комшија Благоје. Теодора се поверава Симкету, нема новац да настави студије у Милану и сада је потпуно изгубљена, Симке јој нуди помоћ. Телевизија интервјуише запослене у Новом Трсту све док огорчени и мамурни Филип не упропасти све…                                                               |                    |                |                                        |                                                                                                 |                 |
| 63 | 3                  | „Епизода 3.3”  | Небојша Радосављевић и Љубомир Божовић | Иван Станчић, Ана Марковић, Бранислав Черњев, Милица Радојчић, Никола Ђобовић и Горан Старчевић | 10. април 2024. |
| Пошто нико неће да јој помогне Милица креће сама да тражи Макија по опасним деловима града. Јаков се чудно понаша и Вања се боји да се вратио алкохолу због свађе са Филипом. Док Јован открива заборављене корене Теодора покушава да нађе посао у фотографском студију Фешн Маце. Искра на филмском сету упознаје бившу холивудску глумицу Џули која јој постаје ментор. Аљоша узалудно покушава да помогне Симкету у његовим амбицијама да буде атлета и тако постане "нормалан". Вања одлази код Тадије али он није кући… |                    |                |                                        |                                                                                                 |                 |
| 64 | 4                  | „Епизода 3.4”  | Небојша Радосављевић и Љубомир Божовић | Иван Станчић, Ана Марковић, Бранислав Черњев, Милица Радојчић, Никола Ђобовић и Горан Старчевић | 11. април 2024. |
| Милица проналази Макија у канџама навијачке групе, заједно са Тадијом покушава да га извуче али је Маки отера. Тома прави журку у Симкетову част. Аљоша се свађа са Попом, који се иза његових леђа зближава са Теом и Искром. Вања је у свађи са Тадијом и Луна јој помаже да реши љубавне проблеме. Док Филип хоће да напусти Spoons & Taste, музички менаџер Кирил саопштава Аљоши велике вести… |                    |                |                                        |                                                                                                 |                 |
| 65 | 5                  | „Епизода 3.5”  | Небојша Радосављевић и Љубомир Божовић | Иван Станчић, Ана Марковић, Бранислав Черњев, Милица Радојчић, Никола Ђобовић и Горан Старчевић | 12. април 2024. |
| Аљоша упознаје Хани, младу звезду коју је Кирил довео у студио. Искра на сету упознаје злог брата близанца америчког редитеља који је малтретира. Милица узалудно тражи савете како да врати Макија. Без Јована, Теодора и Марија су у финансијским проблемима и морају саме да нађу решење. Навијачка банда тера Макија да ломи излоге када се појављује Милица… |                    |                |                                        |                                                                                                 |                 |
| 66 | 6                  | „Епизода 3.6”  | Небојша Радосављевић и Љубомир Божовић | Иван Станчић, Ана Марковић, Бранислав Черњев, Милица Радојчић, Никола Ђобовић и Горан Старчевић | 15. април 2024. |
| Милица се суочава са навијачком групом иако Маки хоће да је отера, она не одустаје од њега. Симке наговара Теодору да заједно нађу сталан посао. Вања и Тадија крећу да живе заједно. Док Аљоша и Хани имају тежак почетак сарадње, Филип и Искра започињу љубавну аферу… |                    |                |                                        |                                                                                                 |                 |
| 67 | 7                  | „Епизода 3.7”  | Небојша Радосављевић и Љубомир Божовић | Иван Станчић, Ана Марковић, Бранислав Черњев, Милица Радојчић, Никола Ђобовић и Горан Старчевић | 16. април 2024. |
| Милица постаје вођа навијачке групе како би помогла Макију. Матија покушава од Теодоре да направи програмера да би се запослили у ИТ фирми. Без Филипа Вања и Јаков се свађају у Новом Трсту. Тадија покушава да фокусира Вељу и Милицу на предстојеће такмичење али узалудно. Заљубљени Филип опседа Искру која изгледа није сасвим искрена ка њему… |                    |                |                                        |                                                                                                 |                 |
| 68 | 8                  | „Епизода 3.8”  | Небојша Радосављевић и Љубомир Божовић | Иван Станчић, Ана Марковић, Бранислав Черњев, Милица Радојчић, Никола Ђобовић и Горан Старчевић | 17. април 2024. |
| Док Марија тражи нови посао јер се Јован не враћа са села, Теодора и Симке имају први и смотани радни дан у ИТ фирми. Милица има генијалан план како да извуче Макија из навијачке групе, Макију се боји њених идеја. Заљубљени Филип је решен да постане филмски продуцент и одведе Искру у Холивуд. Тадија покушава да помири Миру и Вељу. На факултету професор саопштава да ће најбољи студент ићи у Њујорк што заоштрава односе између Аљоше и Попа.                                                                     |                    |                |                                        |                                                                                                 |                 |
| 69 | 9                  | „Епизода 3.9”  | Небојша Радосављевић и Љубомир Божовић | Иван Станчић, Ана Марковић, Бранислав Черњев, Милица Радојчић, Никола Ђобовић и Горан Старчевић | 18. април 2024. |
| Јаков и Луна планирају венчање. Филип долази на факултет код Искре где Аљоша сазнаје за њихову везу. Док Симке бриљира у ИТ фирми, Теодора се никако не сналази у корпорацији. Маки и Милица набацују навијачима идеју да "опљачкају" Нови Трст. Поп је згрожен Искриним планом да код Аљоше изазове љубомору. |                    |                |                                        |                                                                                                 |                 |
| 70 | 10                 | „Епизода 3.10” | Небојша Радосављевић и Љубомир Божовић | Иван Станчић, Ана Марковић, Бранислав Черњев, Милица Радојчић, Никола Ђобовић и Горан Старчевић | 19. април 2024. |
| Без Веље у кући Мира се фокусира на посао и добија велику пословну прилику. Депресивни Веља долази да се дружи са Вањом и Тадијом. Искрин план да посвађа Филипа и Аљошу пропада. Поп смишља нови начин да Аљошу избаци из колосека како би као најбољи студент отишао у Њујорк. Теодора не може више да издржи у ИТ фирми и даје отказ. Миличин план да ухапсе навијаче током пљачке Трста креће наопако… |                    |                |                                        |                                                                                                 |                 |
| 71 | 11                 | „Епизода 3.11” | Небојша Радосављевић и Љубомир Божовић | Иван Станчић, Ана Марковић, Бранислав Черњев, Милица Радојчић, Никола Ђобовић и Горан Старчевић | 23. април 2024. |
| Тома долази на факултет да најави продуцентске Дионизије. Милица тера Макија да се врати у клуб, Тадија мисли да је он и даље у навијачкој групи. Симке и Теодора одлазе на корпо ИТ журку где Симке среће стару љубав. Луна даје Вањи понуду да постане њена пословна партнерка. Филип бежи са Искром у Холивуд… |                    |                |                                        |                                                                                                 |                 |
| 72 | 12                 | „Епизода 3.12” | Небојша Радосављевић и Љубомир Божовић | Иван Станчић, Ана Марковић, Бранислав Черњев, Милица Радојчић, Никола Ђобовић и Горан Старчевић | 24. април 2024. |
| Након раскида са Искром депресивни Филип тоне у алкохол. Аљоша и Хани не могу више да раде заједно, Кирил мора да интервенише. Након сусрета са бившом девојком Симке пада у депресију. Маки подржава Вељу у његовом самачком животу у бокс клубу, Милица то не може да поднесе. Поп преко татиних веза покушава да упише Теодору на факултет. |                    |                |                                        |                                                                                                 |                 |
| 73 | 13                 | „Епизода 3.13” | Небојша Радосављевић и Љубомир Божовић | Иван Станчић, Ана Марковић, Бранислав Черњев, Милица Радојчић, Никола Ђобовић и Горан Старчевић | 25. април 2024. |
| Луна је добила финансије за свој пројекат новог Хотела, потребно је само да купи земљиште од сумњивог типа. Искра засењује Џули пред редитељима и рађа се љубомора између њих две. Вања помаже Симкету да се извуче из депресије, Тадија је љубоморан. На Попово задовољство Теодора на факултету има окршај са Аљошом… |                    |                |                                        |                                                                                                 |                 |
| 74 | 14                 | „Епизода 3.14” | Небојша Радосављевић и Љубомир Божовић | Иван Станчић, Ана Марковић, Бранислав Черњев, Милица Радојчић, Никола Ђобовић и Горан Старчевић | 26. април 2024. |
| како би се зближиле. Депресивни и остављени Филип губи наду по граду. Луна покушава да скупи новац како би Гиги исплатила новац за земљиште. Хани успева да нађе симпатије према Аљоши и крећу да раде заједно на њеној песми. Теодора се суочава са тата Јованом. Мира добија позив да оде на вечеру са француским милионером. |                    |                |                                        |                                                                                                 |                 |
| 75 | 15                 | „Епизода 3.15” | Небојша Радосављевић и Љубомир Божовић | Иван Станчић, Ана Марковић, Бранислав Черњев, Милица Радојчић, Никола Ђобовић и Горан Старчевић | 29. април 2024. |
| Филип пијано прекида Аљошу и Хани у раду. Мира успева да импресионира француског милионера, док Милица покушава да помири родитеље. Симке поново пада у депресију, бака Анка зове Вању и Теодору у помоћ. Искрина мама непозвано долази да је посети на филмском сету. Вања и Тадија се свађају због Симкета. Гига прави план да се освети Филипу преко Луне. |                    |                |                                        |                                                                                                 |                 |
| 76 | 16                 | „Епизода 3.16” | Небојша Радосављевић и Љубомир Божовић | Иван Станчић, Ана Марковић, Бранислав Черњев, Милица Радојчић, Никола Ђобовић и Горан Старчевић | 30. април 2024. |
| Милица покушава да тренира али су јој сви тренери у љубавним проблемима, Аљоша долази да јој помогне. Филип инспирисан Хани добија идеју да постане музички продуцент. Искра након мамине посете покушава да буде поново другарица са холивудском звездом Џули. Теодора и Вања извлаче Симкета из депресије док се спремају за велику журку факултета. |                    |                |                                        |                                                                                                 |                 |
| 77 | 17                 | „Епизода 3.17” | Небојша Радосављевић и Љубомир Божовић | Иван Станчић, Ана Марковић, Бранислав Черњев, Милица Радојчић, Никола Ђобовић и Горан Старчевић | 1. мај 2024.    |
| Велика факултетска журка и сви се окупљају и Тома је одушевљен. Док Поп провоцира Аљошу, Вања прекорева Искру што јој је повредила брата. Заљубљени Филип долази са Хани, али постаје љубоморан када види да Деки води кетеринг уместо њега. Симкету је непријатно што је међу људима али му Теодора помаже да се опусти када им пажњу привуче врисак… |                    |                |                                        |                                                                                                 |                 |
| 78 | 18                 | „Епизода 3.18” | Небојша Радосављевић и Љубомир Божовић | Иван Станчић, Ана Марковић, Бранислав Черњев, Милица Радојчић, Никола Ђобовић и Горан Старчевић | 2. мај 2024.    |
| Поп лежи повређен на сцени факултета, Аљоша је главни осумњичени. Професор Жирко је принуђен да позове полицију. Теодора криви себе за сукоб, Симкету није јасно шта се догодило и покушава да скупи информације. Док Филип покушава да заштити Аљошу, Вања чује Искрину изјаву полицији и суочава се са њом… |                    |                |                                        |                                                                                                 |                 |
| 79 | 19                 | „Епизода 3.19” | Небојша Радосављевић и Љубомир Божовић | Иван Станчић, Ана Марковић, Бранислав Черњев, Милица Радојчић, Никола Ђобовић и Горан Старчевић | 6. мај 2024.    |
| Вања и Аљоша су у полицији, очеви Веља и Јаков морају да их извуку. Искра не може да издржи кривицу и покушава да прича са Попом. Симке покушава да реши случај и открије шта се тачно десило на журци. Филип је мега забринут, а Хани је мега инспирисана и пише песму за Филипа. Гига приморава Луну на свој план да се освети Филипу. |                    |                |                                        |                                                                                                 |                 |
| 80 | 20                 | „Епизода 3.20” | Небојша Радосављевић и Љубомир Божовић | Иван Станчић, Ана Марковић, Бранислав Черњев, Милица Радојчић, Никола Ђобовић и Горан Старчевић | 8. мај 2024.    |
| Веља решава да поврати Миру. Деки Кента и Бака Анка се мешају у Симкетову истрагу. На Теино запрепашћење Јован долази на факултет да се суочи са Аљошом. Вања и Тадија покушавају да се помире. Искра не може да се састави са својим осећањима. Док Аљоша покушава да докаже своју невиност, Филип и Хани раде пуном паром… |                    |                |                                        |                                                                                                 |                 |
| 81 | 21                 | „Епизода 3.21” | Небојша Радосављевић и Љубомир Божовић | Иван Станчић, Ана Марковић, Бранислав Черњев, Милица Радојчић, Никола Ђобовић и Горан Старчевић | 9. мај 2024.    |
| Симке помаже Аљоши да реши проблем са Попом. Веља има генијалан план да учини Миру љубоморном. Луна уводи Вању у нови посао на изградњи хотела. Бесна на маму и тату, Теа одлази од куће. Филип ангажује Декија и Анку да организује романтичну вечеру за Хани. Искра почиње да сумња у Попа… |                    |                |                                        |                                                                                                 |                 |
| 82 | 22                 | „Епизода 3.22” | Небојша Радосављевић и Љубомир Божовић | Иван Станчић, Ана Марковић, Бранислав Черњев, Милица Радојчић, Никола Ђобовић и Горан Старчевић | 10. мај 2024.   |
| Филип покушава да буде више као Хани и притиска Аљошу да ради како она каже. Гига притиска Луну да изведе његов зли план. Веља има нову идеју да оживи романтику. Симке добија прилику да помогне студентима на факултету. Теа не може да се помири са родитељима. Искру понижавају преко лажних профила и она не може више да издржи у граду… |                    |                |                                        |                                                                                                 |                 |
| 83 | 23                 | „Епизода 3.23” | Небојша Радосављевић и Љубомир Божовић | Иван Станчић, Ана Марковић, Бранислав Черњев, Милица Радојчић, Никола Ђобовић и Горан Старчевић | 13. мај 2024.   |
| Вања заводи ред на Лунином градилишту. Теодора се зближава са Попом. Искра се враћа на село код Маме и Тате. Веља, разочаран у љубав, прави очајниче потезе. Удаљен са факултета и студија Аљоша долази у Велтер да помогне Милици у тренингу. Кирил има непријатну пословну понуду који утиче на Хани. Филип јури Симкета за помоћ око Ханине каријере, када га зове Луна са сумњивим пословним предлогом… |                    |                |                                        |                                                                                                 |                 |
| 84 | 24                 | „Епизода 3.24” | Небојша Радосављевић и Љубомир Божовић | Иван Станчић, Ана Марковић, Бранислав Черњев, Милица Радојчић, Никола Ђобовић и Горан Старчевић | 14. мај 2024.   |
| Филип има велике идеје за Spoons & Taste. Милица неће да слуша Аљошу и тренинг постаје бокс меч. Теа се враћа на факултет да се суочи са професором. Док Луна планира венчање Вања и Симке откривају сумњиве ствари везано за хотел. Искра покушава да се суочи са Попом… |                    |                |                                        |                                                                                                 |                 |
| 85 | 25                 | „Епизода 3.25” | Небојша Радосављевић и Љубомир Божовић | Иван Станчић, Ана Марковић, Бранислав Черњев, Милица Радојчић, Никола Ђобовић и Горан Старчевић | 15. мај 2024.   |
| У музичком студију је раскол како се ближи велики наступ и нешто мора да се промени. Искра је након повреде на филмском сету решена да реши своје проблем. Док Бака Анка доноси велике одлуке, Деки покушава да реши све Филипове проблеме. Теодора и Искра имају озбиљан разговор о бившима. Веља добија фантастичне вести за Велтер. Након пијанства у Новом Трсту Вања мора да озбиљно прича са Тадијом… |                    |                |                                        |                                                                                                 |                 |
| 86 | 26                 | „Епизода 3.26” | Небојша Радосављевић и Љубомир Божовић | Иван Станчић, Ана Марковић, Бранислав Черњев, Милица Радојчић, Никола Ђобовић и Горан Старчевић | 16. мај 2024.   |
| Док Симке тражи свог хакера ометају га Вања и Аљоша са њиховим проблемима. Без Мире, Веља се враћа тренингу Милице. Теа одлази од Попа и враћа се кући. Аљоша чека одлуку факултета. Док Деки покушава да спречи Филипа у распродаји, Вањи Луна постаје све сумњивија. Поп губи поверење и Искре и Теодоре и мора нешто да преузме. |                    |                |                                        |                                                                                                 |                 |
| 87 | 27                 | „Епизода 3.27” | Небојша Радосављевић и Љубомир Божовић | Иван Станчић, Ана Марковић, Бранислав Черњев, Милица Радојчић, Никола Ђобовић и Горан Старчевић | 17. мај 2024.   |
| Бака Анка има удварача. Поп помаже Искри да пронађе ко стоји иза лажних профила. Мира се консултује са Аљошом око одласка у Париз. Дуле Менаџер депримира Хани док Филип покушава да јој реши проблем. Бака Анка добија безобразну понуду. Вања не може да заустави Луну без да повреди Јакова и Симке мора да нађе начин јој помогне… |                    |                |                                        |                                                                                                 |                 |
| 88 | 28                 | „Епизода 3.28” | Небојша Радосављевић и Љубомир Божовић | Иван Станчић, Ана Марковић, Бранислав Черњев, Милица Радојчић, Никола Ђобовић и Горан Старчевић | 18. мај 2024.   |
| У музичком студију је раскол како се ближи велики наступ и нешто мора да се промени. Искра је након повреде на филмском сету решена да реши своје проблем. Док Бака Анка доноси велике одлуке, Деки покушава да реши све Филипове проблеме. Теодора и Искра имају озбиљан разговор о бившима. Веља добија фантастичне вести за Велтер. Након пијанства у Новом Трсту Вања мора да озбиљно прича са Тадијом… |                    |                |                                        |                                                                                                 |                 |
| 89 | 29                 | „Епизода 3.29” | Небојша Радосављевић и Љубомир Божовић | Иван Станчић, Ана Марковић, Бранислав Черњев, Милица Радојчић, Никола Ђобовић и Горан Старчевић | 19. мај 2024.   |
| Веља организује финални бокс тест за Милицу. Док Деки организује момачко Бака Анка организује девојачко вече. Јован има идеју која ће решити породичне проблеме. Искрина мама долази да се расправи са Џули. Екипа из студија јури да заврши песму и оде на наступ. Симке се суочава са својим хакером. Вања коначно решава ствари са Луном… У покушају да врати Теодору, Поп долази код њених на вечеру… |                    |                |                                        |                                                                                                 |                 |
| 90 | 30                 | „Епизода 3.30” | Небојша Радосављевић и Љубомир Божовић | Иван Станчић, Ана Марковић, Бранислав Черњев, Милица Радојчић, Никола Ђобовић и Горан Старчевић | 20. мај 2024.   |
| Хани је нестала пред велики наступ, Аљоша је принуђен да изађе на бину и покуша да спасе ствари, док Филип покушава да је нађе. Мира се опрашта са Милицом. Свадба у Новом Трсту је неизвесна док се Декијев генијални план да спаси Филипа полако развија. Искра покушава да се врати на сет и заврши филм. Аљоша одлази на факултет како би се коначно суочио са Попом и професорима… |                    |                |                                        |                                                                                                 |                 |